# Alberto di Sassonia
Alberto di Sassonia, nato come Federico Augusto Alberto (Dresda, 23 aprile 1828 – Sibyllenort, 19 giugno 1902), fu re di Sassonia e capo della casata di Wettin dal 1873 al 1902.

## Biografia

### Giovinezza
Alberto nacque il 23 aprile 1828 a Dresda, primo figlio maschio del re Giovanni di Sassonia e della moglie, Amalia Augusta di Baviera; il principe apparteneva alla dinastia Wettin, discendendo a sua volta dalle case di Baden, Borbone-Parma, Wittelsbach e Asburgo-Lorena, era infatti primo cugino di Elisabetta in Baviera e di Francesco Giuseppe d'Austria.

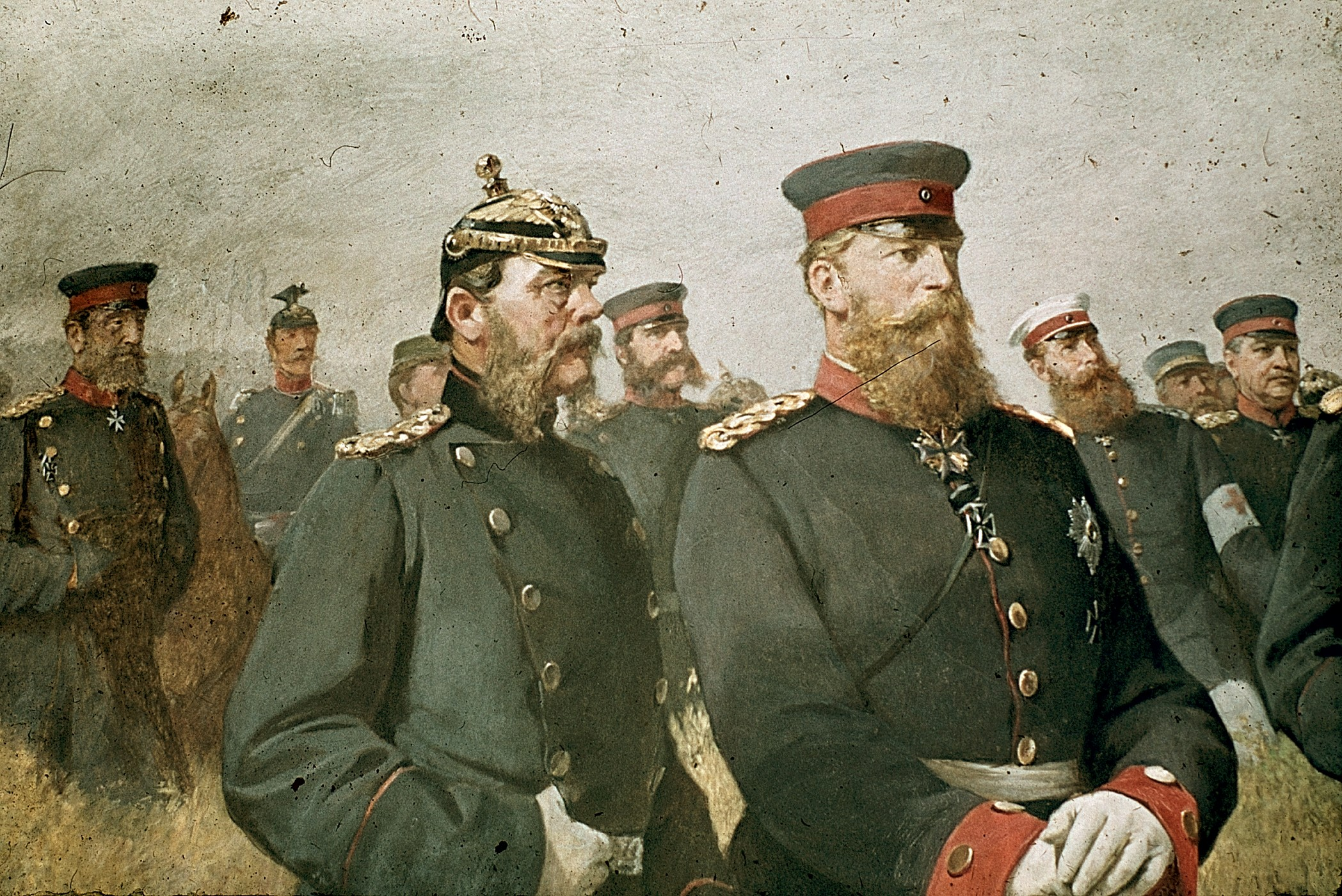
Alberto e Federico di Prussia.

All'età di 15 anni divenne ufficiale d'artiglieria dell'Esercito sassone. Studiò poi all'Università di Bonn, servendo poi nella Prima guerra dello Schleswig, combattuta nel 1849 contro la Danimarca, nella Guerra austro-prussiana, dove pur essendo favorevole alla Prussia accettò il comando dell'esercito sassone, e in quella franco-prussiana, distinguendosi come un notevole militare . Durante il conflitto contro l'Impero francese, l'armata comandata dal principe Alberto, XII Corpo, ebbe un ruolo decisivo nella Battaglia di Gravelotte. Dal marzo al giugno 1871, comandò le truppe tedesche d'occupazione sul suolo francofono. Successivamente fu promosso ad Ispettore generale dell'Esercito Imperiale e fu promosso al grado di Feldmaresciallo . Nel 1862 divenne membro del Parlamento di Sassonia .

### Matrimonio
Il 18 giugno 1853, sposò a Dresda Carola di Vasa, figlia di Gustavo di Vasa e di Luisa Amelia di Baden, quindi nipote del re Gustavo IV Adolfo di Svezia. L'unione non portò alcun figlio, nonostante i numerosi aborti della regina Carola, che, assieme al marito, perse nove figlie e tre figli. Nonostante la tragica svolta degli eventi, la coppia rimase devota l'una all'altra . Gli uccelli Pteridophora alberti e Parotia carolae, sono stati chiamati così rispettivamente in onore del re Alberto e, la regina Carola . 

### Regno

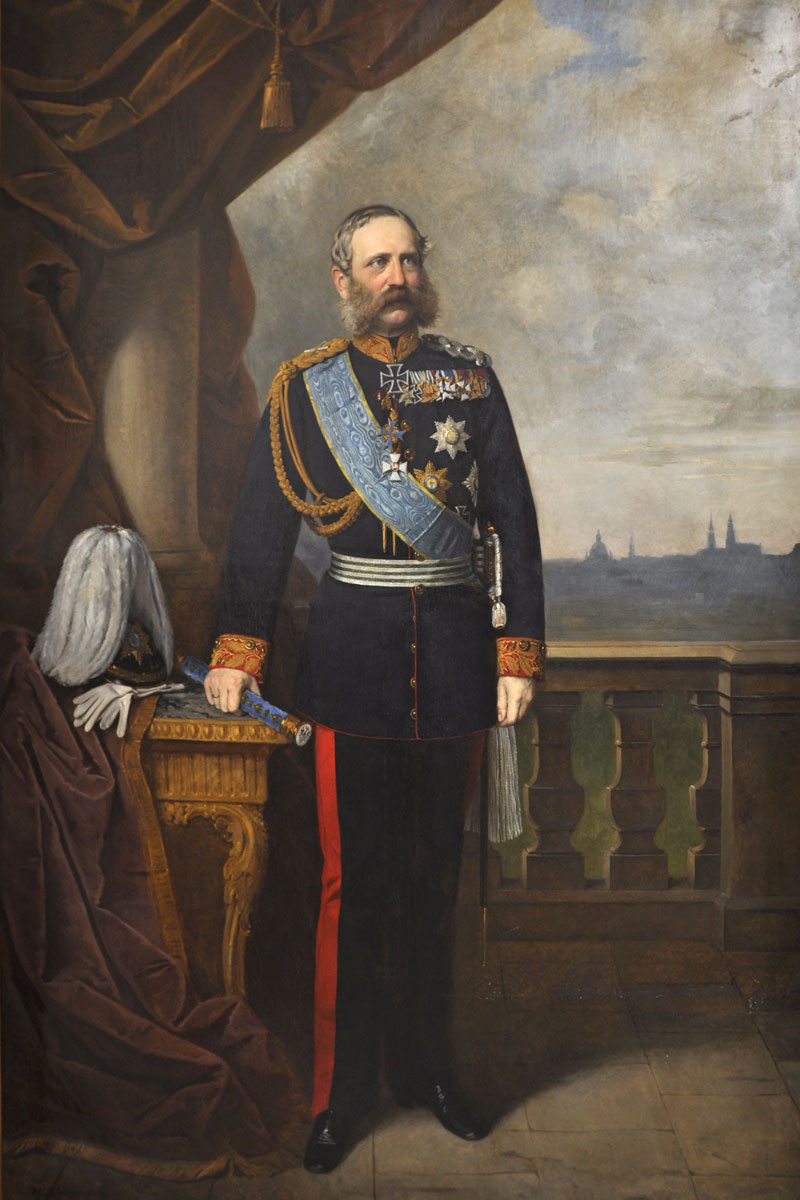
Alberto I di Sassonia, nel 1876.

Il 29 ottobre 1873 il padre Giovanni, morì e così a succedergli fu il figlio che salì al trono come Alberto I di Sassonia; durante la sua reggenza fu fondata l'Università tecnica di Dresda e venne restaurato il Zwinger, un magnifico palazzo barocco situato nel cuore della capitale sassone . Alberto si interessò principalmente agli affari militari, ma approvò riforme riguardanti l'amministrazione locale, l'istruzione e la tassazione, incoraggiando l'industrializzazione . 

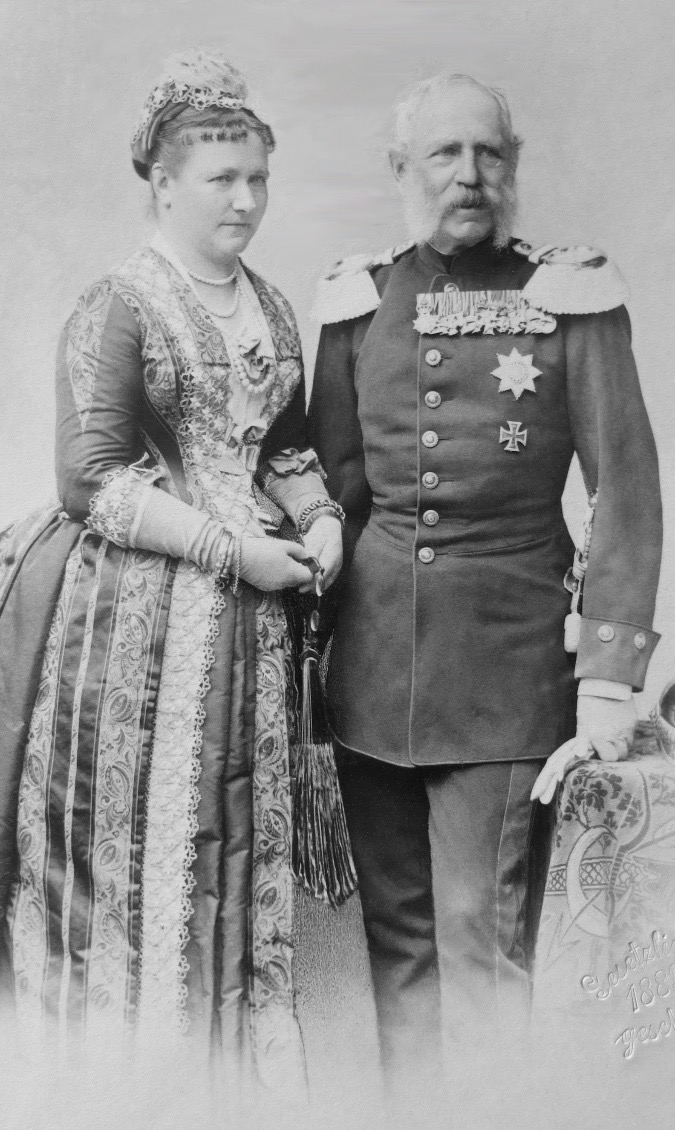
Re Alberto e la regina Carola.

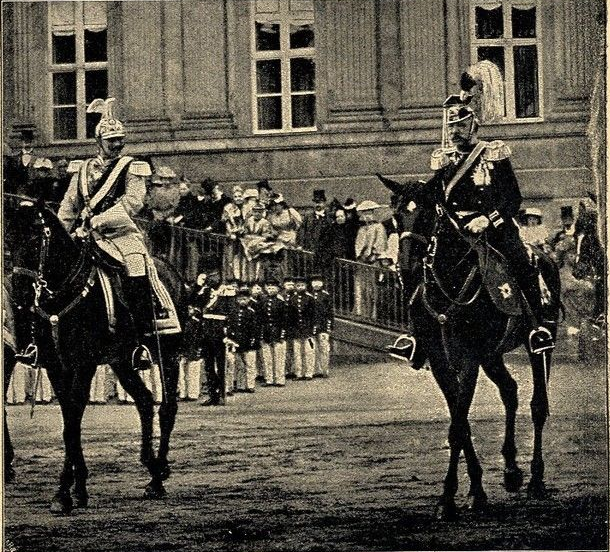
Guglielmo II e Alberto di Sassonia.

Nel 1897 venne nominato arbitro nella contesa tra i pretendenti al Principato di Lippe . Sebbene fu un sovrano discreto, era una forza formidabile nei circoli militari. La sua competenza e i suoi consigli erano molto apprezzati non solo dalle forze armate di Sassonia, ma anche di quelle dell'Impero tedesco. Il suo regno, sebbene privo di eventi, vide la monarchia sassone trasformarsi in una monarchia costituzionale. In suo onore fu costruito l'Albertstadt ; in questo sobborgo di Dresda, vennero creati diversi punti di riferimento che portano il suo nome (l'Albertbrücke, l'Alberthafen, l'Albertplatz e l'Albertinum). Anche la Saint Afra School di Meissen deve la sua ricostruzione al re Alberto: il suo amore per l'istruzione lo portò ad avviare la ricostruzione di questa scuola nel 1879, riconoscendo l'importanza di fornire un'istruzione di qualità al suo popolo .
Alberto I di Sassonia morì il 19 giugno 1902 a Sibyllenort, oggi Polonia; non avendo avuto figli, a succedergli fu il fratello minore, Giorgio di Sassonia.

## Ascendenza
|                                    |                                            |                                          | Genitori                                        |  |  | Nonni |  |  | Bisnonni                       |  |  | Trisnonni              |  |
|                                    |                                            |                                          |                                                 |  |  |       |  |  | Federico Cristiano di Sassonia |  |  | Augusto III di Polonia |  |
|                                    |                                            |                                          |                                                 |  |  |       |  |  | Federico Cristiano di Sassonia |  |  | Augusto III di Polonia |  |
|                                    |                                            | Maria Giuseppa d'Austria                 |                                                 |  |  |       |  |  | Federico Cristiano di Sassonia |  |  |                        |  |
| Massimiliano di Sassonia           |                                            |                                          |                                                 |  |  |       |  |  | Federico Cristiano di Sassonia |  |  |                        |  |
|                                    |                                            | Maria Antonia di Baviera                 | Carlo VII di Baviera                            |  |  |       |  |  |                                |  |  |                        |  |
|                                    |                                            | Maria Antonia di Baviera                 | Carlo VII di Baviera                            |  |  |       |  |  |                                |  |  |                        |  |
|                                    |                                            | Maria Antonia di Baviera                 | Maria Amalia d'Asburgo                          |  |  |       |  |  |                                |  |  |                        |  |
| Giovanni di Sassonia               |                                            | Maria Antonia di Baviera                 |                                                 |  |  |       |  |  |                                |  |  |                        |  |
|                                    |                                            | Ferdinando I di Parma                    | Filippo I di Parma                              |  |  |       |  |  |                                |  |  |                        |  |
|                                    |                                            | Ferdinando I di Parma                    | Filippo I di Parma                              |  |  |       |  |  |                                |  |  |                        |  |
|                                    |                                            | Ferdinando I di Parma                    | Luisa Elisabetta di Borbone-Francia             |  |  |       |  |  |                                |  |  |                        |  |
| Carolina di Borbone-Parma          |                                            | Ferdinando I di Parma                    |                                                 |  |  |       |  |  |                                |  |  |                        |  |
|                                    |                                            | Maria Amalia d'Asburgo-Lorena            | Francesco I di Lorena                           |  |  |       |  |  |                                |  |  |                        |  |
|                                    |                                            | Maria Amalia d'Asburgo-Lorena            | Francesco I di Lorena                           |  |  |       |  |  |                                |  |  |                        |  |
|                                    |                                            | Maria Amalia d'Asburgo-Lorena            | Maria Teresa d'Austria                          |  |  |       |  |  |                                |  |  |                        |  |
| Alberto di Sassonia                |                                            | Maria Amalia d'Asburgo-Lorena            |                                                 |  |  |       |  |  |                                |  |  |                        |  |
|                                    | Federico Michele di Zweibrücken-Birkenfeld | Cristiano III del Palatinato-Zweibrücken |                                                 |  |  |       |  |  |                                |  |  |                        |  |
|                                    | Federico Michele di Zweibrücken-Birkenfeld | Cristiano III del Palatinato-Zweibrücken |                                                 |  |  |       |  |  |                                |  |  |                        |  |
|                                    | Federico Michele di Zweibrücken-Birkenfeld | Carolina di Nassau-Saarbrücken           |                                                 |  |  |       |  |  |                                |  |  |                        |  |
| Massimiliano I Giuseppe di Baviera | Federico Michele di Zweibrücken-Birkenfeld |                                          |                                                 |  |  |       |  |  |                                |  |  |                        |  |
|                                    |                                            | Maria Francesca del Palatinato-Sulzbach  | Giuseppe Carlo del Palatinato-Sulzbach          |  |  |       |  |  |                                |  |  |                        |  |
|                                    |                                            | Maria Francesca del Palatinato-Sulzbach  | Giuseppe Carlo del Palatinato-Sulzbach          |  |  |       |  |  |                                |  |  |                        |  |
|                                    |                                            | Maria Francesca del Palatinato-Sulzbach  | Elisabetta Augusta Sofia del Palatinato-Neuburg |  |  |       |  |  |                                |  |  |                        |  |
| Amalia Augusta di Baviera          |                                            | Maria Francesca del Palatinato-Sulzbach  |                                                 |  |  |       |  |  |                                |  |  |                        |  |
|                                    |                                            | Carlo Luigi di Baden                     | Carlo Federico di Baden                         |  |  |       |  |  |                                |  |  |                        |  |
|                                    |                                            | Carlo Luigi di Baden                     | Carlo Federico di Baden                         |  |  |       |  |  |                                |  |  |                        |  |
|                                    |                                            | Carlo Luigi di Baden                     | Carolina Luisa d'Assia-Darmstadt                |  |  |       |  |  |                                |  |  |                        |  |
| Carolina di Baden                  |                                            | Carlo Luigi di Baden                     |                                                 |  |  |       |  |  |                                |  |  |                        |  |
|                                    |                                            | Amalia d'Assia-Darmstadt                 | Luigi IX d'Assia-Darmstadt                      |  |  |       |  |  |                                |  |  |                        |  |
|                                    |                                            | Amalia d'Assia-Darmstadt                 | Luigi IX d'Assia-Darmstadt                      |  |  |       |  |  |                                |  |  |                        |  |
|                                    |                                            | Amalia d'Assia-Darmstadt                 | Carolina del Palatinato-Zweibrücken-Birkenfeld  |  |  |       |  |  |                                |  |  |                        |  |
|                                    |                                            | Amalia d'Assia-Darmstadt                 |                                                 |  |  |       |  |  |                                |  |  |                        |  |